# (197707) Paulnohr
(197707) Paulnohr est un astéroïde de la ceinture principale.

## Description
(197707) Paulnohr est un astéroïde de la ceinture principale. Il fut découvert le 5 août 2004 à l'Observatoire Palomar par le programme NEAT. Il présente une orbite caractérisée par un demi-grand axe de 2,28 UA, une excentricité de 0,19 et une inclinaison de 6,9° par rapport à l'écliptique.

## Compléments